# Matchless Model H
Het Matchless Model H was een motorfiets die het Britse merk Matchless produceerde van 1919 tot 1924.

## Voorgeschiedenis
Vlak voor het begin van de Eerste Wereldoorlog concentreerden de broers Harry en Charlie Collier (de zoons van Matchless-oprichter Henry Herbert Collier) zich op de ontwikkeling van hun eigen racemotoren, maar voor klanten voornamelijk op de productie van zware zijspantrekkers. In 1915 leverden ze het Matchless Model 7 met een 770cc-JAP-V-twin en het Matchless Model 8B met een 996cc-JAP-V-twin. Tijdens de oorlog kreeg Matchless geen opdrachten om legermotoren te leveren. De civiele productie moest worden stilgelegd. Het was ook moeilijk om aan inbouwmotoren te komen omdat JAP ook volop oorlogsproductie draaide en de Zwitserse MAG-motoren door het oorlogsgeweld waarschijnlijk helemaal niet geleverd konden worden. In plaats van motorfietsen werden in de fabriek in Woolwich munitie en vliegtuigonderdelen geproduceerd. Het gaf Harry en Charlie Collier ook de mogelijkheid om de tijd te gebruiken om de na-oorlogse motorfietsproductie voor te bereiden. In 1916 hadden ze een eigen motorblok ontwikkeld, een 732cc-tweecilinderboxermotor waarmee ze het Model H Flat Twin-prototype bouwden. Dat model kwam niet in productie, maar in 1918 presenteerden ze het War Model, dat veel eigenschappen had van het laatste vooroorlogse type, het Model 8B, dat al kettingaandrijving en een versnellingsbak had. 

## Model H
In 1919 volgde het Model H, dat nu een sterke, 8pk-JAP-V-twin van 976 cc had. In afwijking van het War Model had het dezelfde voorloper van de plunjervering, die pas veertig jaar later echt in zwang zou komen. Zoals voor de oorlog bleef Matchless de nadruk leggen op luxe voor berijder en zijspanpassagier. Zo kreeg de machine behalve de achtervering ook grote treeplanken en de gloednieuwe elektrische verlichting van Lucas. De drieversnellingsbak kreeg een kickstarter die automatisch een kleplichter in werking stelde. Het frame was een open brugframe waarin het blok aan de voor- en achterkant vastgeschroefd was. Het zijspan, ook een Matchless-product, was ook geveerd en droeg aan de achterkant het reservewiel, dat rondom kon worden gebruikt. Het voorwiel werd meestal door een velgrem beremd, maar er waren ook exemplaren met een remband. In het achterwiel zat een trommelrem. De primaire ketting was helemaal ingesloten, de secundaire ketting had een klein kettingscherm. Vanaf 1920 kon de machine ook geleverd worden met een 996cc-MAG-kop/zijklepmotor. Toen werden de solomachines ook zonder achtervering geleverd, terwijl de zijspancombinaties wel achtervering hadden. Het Model H bleef vrijwel ongewijzigd in productie tot 1924, toen de gebroeders Collier zich meer gingen richten op lichtere modellen. Het Model H werd opgevolgd door het Model M/3. Toch konden klanten nog laat in de jaren twintig een Model H op bestelling geleverd krijgen. Een echt nieuwe zijspantrekker kwam er pas weer in 1929, toen het Model X op de markt kwam.

## Afbeeldingen

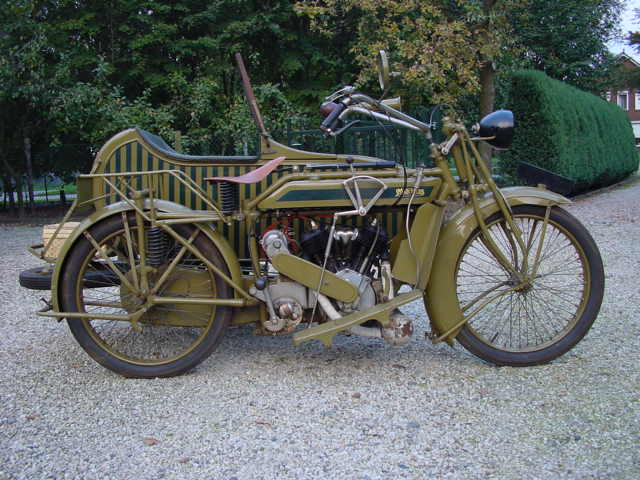
Matchless Model H (JAP) uit 1919
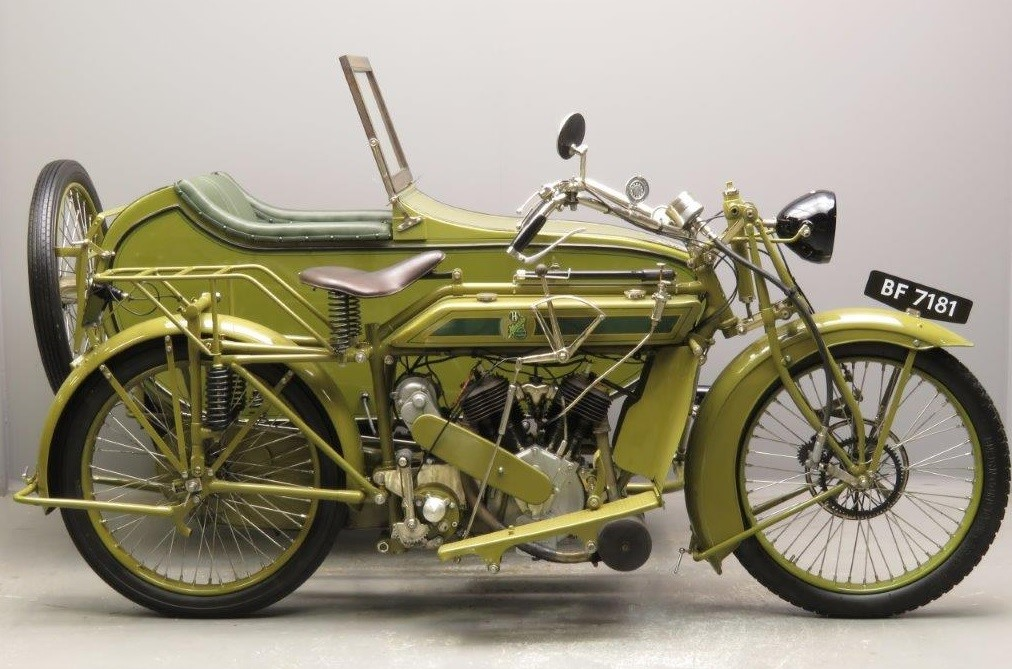
Matchless-JAP-zijspancombinatie uit 1920. De ringen in het voorwiel zijn de remband en het aandrijftandwiel voor de snelheidsmeter.
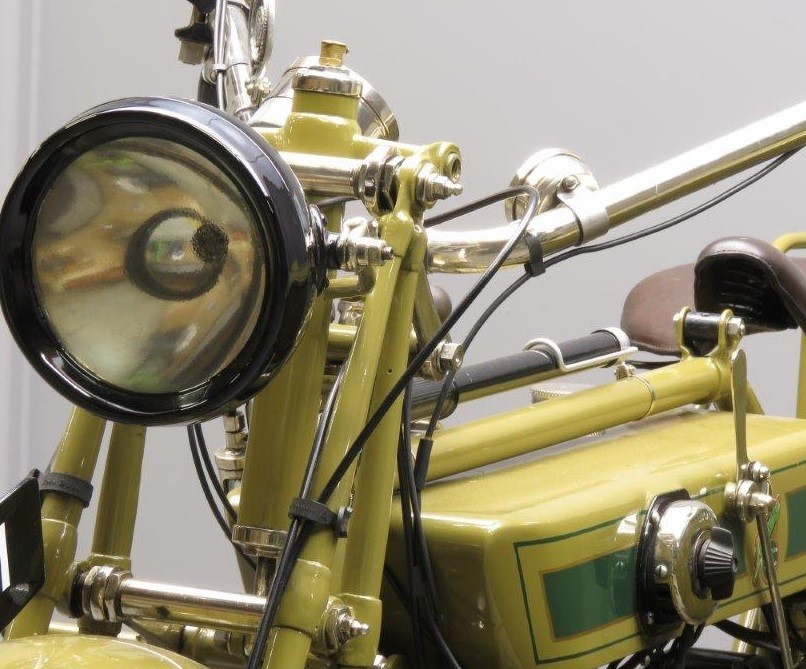
Lucas elektrische koplamp met de schakelaar links op de benzinetank
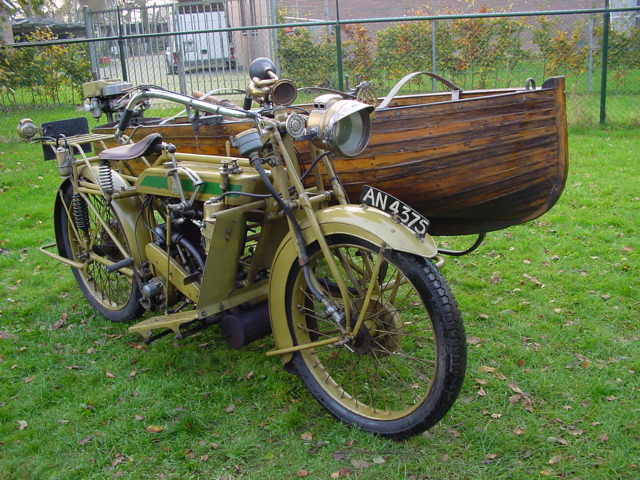
Bijzondere Matchless Model H (MAG) met in eigen beheer gebouwde sloep als zijspan. De machine is nog uitgerust met carbidlampen
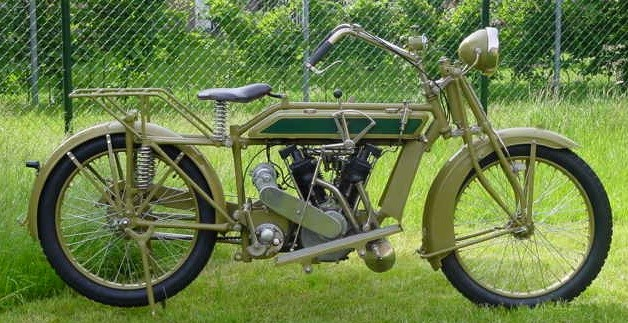
Matchless Model H met MAG-motor uit 1921

## Technische gegevens
| Matchless Model H      | JAP                                        | MAG                                        |
| ---------------------- | ------------------------------------------ | ------------------------------------------ |
| Periode                | 1919-1924                                  | 1920-1921                                  |
| Motortype              | Zijklepmotor                               | Kop/zijklepmotor                           |
| Bouwwijze              | V-twin                                     | V-twin                                     |
| Koeling                | Lucht                                      | Lucht                                      |
| Boring                 | 85,5 mm                                    | 82 mm                                      |
| Slag                   | 85 mm                                      | 94 mm                                      |
| Cilinderinhoud         | 976 cc                                     | 996 cc                                     |
| Carburateur(s)         | 1 Brown & Barlow carburateur               | 1 Brown & Barlow carburateur               |
| Smeersysteem           | Total loss met handpomp                    | Total loss met handpomp                    |
| Max. Vermogen          | 8 pk                                       | 7 pk                                       |
| Primaire aandrijving   | Ketting                                    | Ketting                                    |
| Versnellingen          | 3                                          | 3                                          |
| Secundaire aandrijving | Ketting                                    | Ketting                                    |
| Rijwielgedeelte        | Open brugframe                             | Open brugframe                             |
| Voorvork               | Girder                                     | Girder                                     |
| Achtervork             | Plunjervering (bij sologebruik: star)      | Plunjervering (bij sologebruik: star)      |
| Remmen                 | Velgrem of remband voor, trommelrem achter | Velgrem of remband voor, trommelrem achter |
| Tankinhoud             | 9 liter                                    | 9 liter                                    |
| Voorganger             | Matchless War Model                        | Matchless War Model                        |
| Opvolger               | Matchless Model M/3                        | Matchless Model M/4                        |